# Dagoberto Pelentier
Dagoberto Pelentier (född 22 mars 1983 i Dois Vizinhos) är en brasiliansk fotbollsspelare.